# 이경재 (1965년)
이경재(李京載, 1965년 4월 29일 ~ )은 대한민국의 제12대 경상남도의원이다.

## 학력
- 창녕농업고등학교 32회 졸업
- 농업협동조합 전문대학 졸업
- 가야대학교 경영학과 졸업

## 경력
- 창녕농협·부곡농협 상무
- 창녕농협·성산농협·계성농협 전무
- 창녕농협 고암·대지·유어지점 지점장
- 창녕농협 본부장·농산물산지유통센터(APC)센터장
- 창녕군 농협쌀조합공동사업법인 대표이사
- 법무부 한국법무보호복지공단 보호위원
- 검찰시민위원회 위원회 위원 (밀양지침 제4기,제5기)
- 창녕군선거관리위원회 위원
- 2023.04 ~ 2026.06 제12대 경상남도의회 의원
  - 제12대 경상남도의회 건설소방위원회 위원
  - 제12대 경상남도의회 예산결산특별위원회(교육청) 위원
  - 제12대 경상남도의회 농해양수산위원회 위원

## 수상
- 농림축산식품부장관 2회 표창
- 농협중앙회장 5회 표창

## 역대 선거 결과
| 실시년도 | 선거       | 대수 | 직책   | 선거구                | 정당     | 득표수  | 득표율          | 순위 | 당락 | 비고           |
| -------- | ---------- | ---- | ------ | --------------------- | -------- | ------- | --------------- | ---- | ---- | -------------- |
| 2023년   | 4·5 재보선 | 12대 | 도의원 | 경남 창녕군 제1선거구 | 국민의힘 | 7,696표 | \| \| 50.33% \| | 1위  |      | 초선, 민선 8기 |
|          | 50.33%     |      |        |                       |          |         |                 |      |      |                |